# Jean-Jacques Lemêtre
« Lemêtre » redirige ici. Pour l’article homophone, voir Lemaître.
Jean-Jacques Lemêtre, né à Saint-Servan le 25 janvier 1952, est un musicien de théâtre et un auteur-compositeur-interprète français.

## Biographie
Originaire d'Angers et de parents commerçants, il a très jeune était attiré par la musique. Il a joué avec divers instruments,  tels que  la clarinette, le saxophone, le basson, le glass-armonica ou encore les percussions ou les cordes frottées et pincées ainsi que d’instruments extra-européens, Jean-Jacques Lemêtre puise  toutes les sources musicales, de toutes les origines.
Depuis 1979, il compose et interprète les partitions musicales de tous les spectacles et films de la troupe du Théâtre du Soleil d’Ariane Mnouchkine.
Chef d’orchestre de ses propres partitions, Jean-Jacques Lemêtre a aussi servi celles d'autres compositeurs, dirigeant, par exemple, en 1988, l’Orchestre symphonique Moondog lors du dixième anniversaire des Rencontres Trans Musicales de Rennes. 
Auteur, compositeur  et interprète, il aime enseigner son art et anime des stages et des ateliers au niveau National et International. 

### Babel Orkestra
En 2010, accueilli en résidence de création à la Société des arts technologiques (SAT) de Montréal, Jean-Jacques Lemêtre travaille à la mise au point d'une œuvre hors-normes intitulée Babel Orkestra. « Opéra orchestique » composé de voix humaines parlées que l’artiste a collectées et enregistrées depuis le milieu des années 1990 parmi plus de 1800 langues et dialectes provenant du monde entier, Babel Orkestra se présente aussi comme une expérience visuelle, qu’accompagne les créations de l'artiste marionnettiste québécoise Marcelle Hudon, secondée de Louis Hudon et Denys Lefebvre, et culinaire, avec le concours du laboratoire de création culinaire de la SAT. La première mondiale de ce spectacle multidisciplinaire, forme renouvelée de poème symphonique, d’abord annoncée par Radio Canada pour juin 2011 à Montréal, est finalement reportée à novembre 2012.

## Musiques de théâtre

### Théâtre du Soleil
- 1979-1980 : Méphisto + film
- 1981-1984 : Cycle Shakespeare
  - Richard II
  - La Nuit des rois
  - Henry IV
- 1985-1987 : L’Histoire terrible mais inachevée de Norodom Sihanouk, roi du Cambodge (texte d’Hélène Cixous)  K7 et CD +texte
- 1987-1988 : L’Indiade ou l’Inde de leur rêve (texte d’Hélène Cixous) K7 + film
- 1990-1994 : Cycle des Atrides d'Eschyle ,1) CD 100 : les Atrides 1 les danses, CD 102 : les atrides, Agamemnom, CD 103 : les Atrides, Les Choéphores,CD 104 : les Atrides, Les Euménides, Cd 101: les Atrides, Iphigénie à Aulis.
  - L’Orestie d’Eschyle : Agamemnom, Les Choéphores, Les Euménides
  - Iphigénie à Aulis d’Euripide
- 1994 : La Ville parjure ou le Réveil des Érynies d’Hélène Cixous + film
- 1995 : Le Tartuffe de Molière (bande son)
- 1997-1998 : Et soudain, des nuits d'éveil, création collective . CD 106 + film
- 1999 : Tambours sur la digue d’Hélène Cixous, CD 107 + film
- 2003 : Le Dernier Caravansérail, CD 108 + film
- 2006 : Les Éphémères, création collective, CD 109 et 110 + film
- 2010 : Les Naufragés du Fol Espoir (Aurores) écrit en partie par Hélène Cixous, d'après Jules Verne, CD 111 et 112 + film
- 2014 : Macbeth de Shakespeare
- 2016 : Une Chambre en Inde, création collective dirigée par Ariane Mnouchkine en collaboration avec Hélène Cixous
- 2021 : l'Île d'Or création collective

### Autres spectacles (théâtre, danse, expositions, vidéos)
- 1988 : Ether-je d’Anne Sicco
- 1988 : Dom Juan 2000 de Philippe Avron
- 1989 : Antica de Rafaël Djaïm (inauguration des arènes de Nîmes)
- 1989 : Résurgences, vidéo-danse de Rafaël Djaïm (Miramas)
- 1989 : Médée d’Euripide, m. en s. de Dominique Quéhec (Théâtre 13)
- 1990 : Ismène de Yannis Ritsos, m. en s. de Joséphine Derenne (Théâtre 13)
- 1990 : Les Bacchantes d’Euripide, par Philippe Adrien
- 1991 : Akhal-téké de Jean-Claude Bourbault
- 1992 : Les Poupées, m. en s. de Guy Rétoré, Comédie de Saint-Étienne et théâtre de l’Est parisien
- 1992 : Safari 3D de Marc Sator, pour le Futuroscope de Poitiers
- 1992 : Le Rêve d’Esther, opéra chorégraphique de Karine Saporta
- 1992 : Le Voyageur immobile, chorégraphie de Georges Gourdot
- 1992 : Feux d’artifice du 14 juillet au Trocadéro.
- 1992 : Avron et Evrard en liberté, Festival d’Avignon
- 1992 : Chorégraphie sur Beckett de C. Escarret
- 1992 : Cérémonie d’ouverture des Jeux olympiques d’hiver à Albertville (composition de la musique)
- 1992 : Festival de théâtre Pierres de culture, en Moselle (directeur musical)
- 1993 : Micha et le Prince Karl Wolff, cirque, D. Toutlemonde, compagnie Théâtre à bâtir
- 1993 : P.I.A.F. de Marijo Kollmannsberger
- 1993 : Il y a une planète, spectacle musical (Paris, Amsterdam, Potsdam, Munich, Sarrebruck et Hambourg)
- 1993 : La Main de l’homme, exposition de photographies de Sebastião Salgado au palais de Tokyo
- 1993 : Musique sur diapositives au festival de la photo à Arles
- 1993 : Festival de théâtre Pierres de cultures, musiques pour

L’Anneau du prince de Bruno Cohen
Les Remparts des sirènes d’O. Goetz
L’Arbre, les branches, la sève de Jean-Pierre Maquair
Plain chant ou la légende d’Henri de J. Fabri
puis enregistrement du C.D. Quatre songes pour une nuit d’été
- 1993 : La Maison Chapon de A. Biancara (Lyon et Die)
- 1994 : Écoute ailleurs, spectacle musical (mise en scène)
- 1994 : La Paix fil à fil, de Guillaume Lagnel, à Sarrebourg (1re édition)
- 1994 : Une journée singulière, Cirque de Barbarie
- 1994 : Ma cour d’honneur de Philippe Avron (bande-son)
- 1994 : En partance et La Nuit du voyage de Guillaume Lagnel (Arche de Noé)
- 1994 : La Grotte des nuages, pièce de Mario Chiapuzzo
- 1994 : Iphigénia in Aulis, m. en s. de R. Platt (Londres)
- 1994 : Hektor I Hektoria, compagnie de danse Bubulus (Barcelone).
- 1999 : Je suis un saumon de Philippe Avron (Molière 1999)
- 1995 : Le Conte de Tchernobyl de Claude Morand (création au théâtre du Chaudron)
- 1995 : La Paix fil à fil, 2e édition, (8e festival international de Sarrebourg
- 1995 : Solstice, pièce de Guillaume Lagnel (Rodemack)
- 1995 : 39e foire exposition de Valence (exposition d’instruments)
- 1995 : Le Mur vidéo de J. Cluzeau, exemple d’aménagement du territoire (Futuroscope de Poitiers)
- 1995 : La Dispute de Marivaux, m. en s. de Georges Bigot
- 1995 : Académie expérimentale des théâtres à Avignon (conférence)
- 1995 : Musique de théâtre pour Sergio Beni (Italie)
- 1996 : Le Conte de Tchernobyl de Claude Morand (Erfurt et Sarrebruck)
- 1996 : Georg, compagnie de danse Bubulus (Barcelone)
- 1996 : François d’Assise par les chemins du monde, pièce de Guillaume Lagnel (Rodemack et festival d’Issoire)
- 1996 : Baba-Yaga, ballet chorégraphié par Nadejda L. Loujine
- 1996 : La Paix fil à fil, 3e édition du festival de théâtre de Sarrebourg
- 1996 : Manu et Zaza, duo de trapéziste
- 1996 : Journées du Patrimoine à Conques, mise en scène de Guillaume Lagnel
- 1996 : Les Vieillards, pièce de Guillaume Lagnel (Sorèze)
- 1996 : Vendredi ou les Limbes du Pacifique de Michel Tournier, adaptation théâtrale (Erfurt)
- 1996 : Les 400 coups de Montauban (parade d’ouverture)
- 1996 : Exposition de Claudine Drai et accompagnement de trois poètes Sylvain Desmille, Gilles Plazy et Christian Noorbergen
- 1997 : Les Autoroutes de l’information de J. Cluzeau (Futuroscope de Poitiers)
- 1997 : Montage diapos de F. Leleux (Genève)
- 1997 : La Tartane d’Arlequin, pièce de Marijo Gori Kollmannsberger (Rodemack)
- 1997 : François d’Assise, théâtre (Montauban, Estagel et Conques)
- 1997 : Désert par Anne Sicco à Toulouse et Albi avec le mime Marceau
- 1997 : L’Épopée de Gilgamesh avec Simon Abkarian et Catherine Schaub (Bliesbruck)
- 1997 : La Mémoire des sables, avec la compagnie l’Arche de Noé (33e Festival international de Carthage)
- 1997 : Ouverture de la fête de l’université d’Erfurt
- 1997 : Diaporama de croquis d’Éthiopie de Christian Dupont, photos et montage par Nadine Le Lirzin (Cartoucherie de Vincennes)
- 1997 : L’Aigle de Vaspourakan, chorégraphie de Nadejda L. Loujine
- 1997 : Parade de l’Arche de Noé, théâtre de rue (Montauban)
- 1997 : Murs Murs, chorégraphie de Michèle Meftha
- 1997 : Éclats, Carthage, la mémoire, avec la compagnie l’Arche de Noé (Montauban)
- 1997 : Les Vieillards, avec la compagnie l’Arche de Noé (Sorèze)
- 1997 : Les Nomades rageurs, spectacle de cabaret (Cabaret Sauvage, parc de la Villette, Paris)
- 1998 : Voyage au pays du masque, spectacle de danse et théâtre balinais de Mas Soegeng
- 1998 : Les Oiseaux d’Aristophane, m. en s. de Marijo Gori Kollmannsberger (Rodemack)
- 1998 : Tout est bien qui finit bien de William Shakespeare, m. en s. d’Irina Brook (festival d’Avignon)
- 1998 : Çok Uzaklardan Geliyoruz d’Ali Berktay et Ayse Emel Mesçi (Turquie)
- 1998 : La Femme comme champ de bataille de Matéi Visniec, m. en s. de Guy Rétoré (Avignon et théâtre de l’Est parisien)
- 2006 : Rire fragile de Philippe Avron
- 2007 : Le Fantôme de Shakespeare de Philippe Avron (Molière 2002)
- 2008 : Carthage Méditerranée de Guillaume Lagnel
- 2008 : Mon ami Roger de Philippe Avron, m. en s. d’Ophélia Avron
- 2012 : La Pérégrin chérubinique de Jovette Marchessault, spectacle solo de Pol Pelletier (FTA, Montréal)

Le titre fait référence au Cherubinischer Wandersmann d’Angelus Silesius (Le Pèlerin chérubinique).

## Musiques de cinéma et télévision
- 1978-1980 : 17 films classés X
- 1979 : Peugeot 102 et le dernier 55 de Philippe Truffaut
- 1982 : Appelez-moi donc Eugène d’Éric Mistler
- 1983 : Les Derniers Mots de Picasso de Gaspard de Chavagnac
- 1987 : Auf der Suche nach der Sonne de Werner Schroeter
- 1989 : La Nuit miraculeuse d’Ariane Mnouchkine
- 1989 : Tatort, série télévisée : L’Enfant qui en savait trop
- 1989 : Hécube d’Euripide par Bernard Sobel
- 1989 : Océaniques : la nuit du Soleil d’Yves Breuil (FR3)
- 1990 : La Captive du désert de Raymond Depardon
- 1990 : Comme nous serons heureux, téléfilm de Magali Clément
- 1990 : Visages, La Sept
- 1990 : Hafendetektiv, n° 21 et n° 22, série télévisée de Peter Carpentier
- 1991 : Les Larmes de Nora, film chorégraphique de Karine Saporta
- 1991 : Des cornichons au chocolat, téléfilm de Magali Clément
- 1991 : Écrits sur l’eau par Niels Arestrup
- 1991 : La Nuit de l’an 2000 de Philippe Avron, avec Claude Evrard et Marianne Sergent
- 1991 : Spectacle télévisé de magie de Gérard Bétant avec Abdul Alafrez, FR3
- 1992 : Soirée d’inauguration de la chaîne ARTE (directeur musical)
- 1993 : Fortune Cookie, film documentaire de Catherine Berge sur le journaliste William J. Kennedy
- 1994 : Viennetta, publicité de J. Cluzeau
- 1994 : Vacance..., film de A. Deruelle
- 1994 : L’Abîme, film de J. Cluzeau
- 1994 : Henri Cartier-Bresson, point d'interrogation, film de Sarah Moon
- 1994 : Dieu que les femmes sont amoureuses, film de Magali Clément
- 1994 : Mégamix, émission de Martin Meissonnier (Canal+).
- 1995 : Ariane et compagnie de Martine Franck
- 1995 : Animalia, série télévisée, France 2 (indicatif)
- 1995 : Le Jour le plus court, Festival Tramway (accompagnement en direct de sept films muets)
- 1995 : Lumière et Compagnie, segment de film de Sarah Moon
- 1996 : Le Nègre, court-métrage de François Lévy-Kuentz, d'après une nouvelle de Stéphan Lévy-Kuentz
- 1996 : Richard Ford, téléfilm de Catherine Berge pour Métropolis (Arte)
- 1996 : Ousmane Sow, film de Béatrice Soulé (Le P’tit Jardin, Neuilly-sur-Seine)
- 1996 : Couleur Pays, émission télévisée (France 3 Rhône-Alpes)
- 1996-1997 : Au Soleil même la nuit d’Éric Darmon, Catherine Vilpoux et Ariane Mnouchkine (Arte)
- 1997 : Die Oase Zarzura, émission télévisée (Norddeutscher Rundfunk, Hambourg)
- 1998 : Le Voyage au Maroc, documentaire sur Eugène Delacroix de François Lévy-Kuentz
- 1998 : L’Expérience inoubliable, documentaire de Pierre Morize et Jean-Louis Mahé
- 1999 : D'après La Ville parjure ou le réveil des Erinyes, film de Catherine Vilpoux
- 2002 : Tambours sur la digue, film d’Ariane Mnouchkine
- 2006 : Le Dernier Caravansérail (Odyssées), film d’Ariane Mnouchkine
- 2009 : Les Éphémères, captation du spectacle filmée par Bernard Zitzermann à la Comédie de Saint-Étienne en juin 2008
- 2012 : Les Naufragés du Fol Espoir : le film, d’Ariane Mnouchkine
- 2022 : "Ici le mistral souffle fort", film de Sabine Jean

## Musique de radio
- 1987 : Le Bon Plaisir d’Hélène Cixous (France Culture)
- 1988 : Le Bon Plaisir d’Ariane Mnouchkine (France Culture)
- 1988 : Les Mardis du théâtre de Lucien Attoun (France Culture, Mégaphonie)
- 1988 : Les Nuits magnétiques de G. Pezenat (France Culture), Drôles d’instruments
- 1993 : Rencontre avec Jean-Jacques Lemêtre de Patrice Galbeau (France Culture)
- 1993 : Le Bon Plaisir de Karine Saporta ” (France Culture)
- 1994 : Clair de Nuit (France Culture)
- 1994 : Les Imaginaires (France Musique)
- 1995 : Indicatif d’émission de théâtre (France Inter)
- 1997 : Le Bon Plaisir de Philippe Avron (France Culture)

## Concerts
- mars 1977 : premier concert donné dans le métro
- 1985-1992 : 
  - Amsterdam (Tropenmuseum)
  - Copenhague (Musée d'art moderne Louisiana, Humlebæk)
  - Berlin Ouest (Café Einstein), U.F.A. Fabrik
  - Cologne (Deutsches Schauspielhaus)
  - Aarhus (Grand Théâtre)
  - Munich (Théâtre)
  - Paris (Fondation Friedrich-Ebert)
  - Gand (Vooruit)
  - Düsseldorf (Werkstatt)
  - Francfort
  - Paris
  - Indonésie
  - Turquie
  - Inde
- 1995 : site archéologique européen de Bliesbruck-Reinheim
- 1996 : Concert pour l’exposition photo Théâtre total, théâtre social, théâtre du Soleil, de Stefano Fogato (Erfurt)

## Albums enregistrés
Albums personnels
- 1991 : En piste, pour Domino 7, CD de musique de cirque
- 1993 : Écoute ailleurs, double CD.
- 1993 : Quatre songes pour une nuit d’été, CD.
- 1999 : "CD à ID" vol. 1
- 2002 : "CD à ID" vol. 2
- 2004 : "CD à ID" vol. 3
- 2006 : "le Dernier Caravansérail" ( Odyssées) BAC 519, musique originale du film d'Ariane Mnouchkine.

Collaborations
- 1994 : No Quarter de Led Zeppelin (rythmique de la plage 9 du CD)
- 1998 : in J.-Cl. Lallias, J.-J. Arnaud et M. Fournier, Shakespeare : la scène et ses miroirs, ouvrage accompagné de diapositives et d’un CD, CNDP, coll. « Théâtre aujourd’hui » n°6

Partitions éditées
- 1996 : Texte et partition du Conte de Tchernobyl de Claude Morand édités à Francfort

## Distinctions
- Prix du syndicat de la critique 1991 : meilleur compositeur de musique de scène pour Les Atrides, m. en s. par Ariane Mnouchkine (Théâtre du Soleil)
- Molières 2005 : Molière du créateur de musique de scène pour Le Dernier Caravansérail, m. en s. par Ariane Mnouchkine (Théâtre du Soleil)
- 2022 : Prix de la meilleure bande originale pour Ici le mistral souffle fort [9]de Sabine Jean[10],[11] au Cannes World Film Festival